# ناصر بن إبراهيم الرشيد
ناصر إبراهيم الرشيد، رجل أعمال سعودي من حائل (منطقة) ولد في دمشق عام 1939 وأغنى 4 شخصية عربية وصاحب مكتب الرشيد للهندسة.

## تعليمه
- درس الابتدائية والمتوسط في كل من حائل والمدينة المنورة
- الثانوية من المدرسة الأمريكية في سوق الغرب في بيروت، لبنان.
- بكالورويس في الهندسة المدنية من جامعة الملك فهد للبترول والمعادن

## أعماله
بدأ حياته العملية كمعيد في جامعة الملك فهد للبترول والمعادن عام 1965م، ومن عام 1970-1974 كأستاذ مساعد للهندسة المدنية، ثم عميداً لكلية العلوم الهندسية والهندسة التطبيقية والشئون الإدارية. إضافة إلى مسؤولية الإشراف على مشروع الحرم الجامعي، ثم أنشأ (مكتب الرشيد للهندسة) في عام 1395هـ/1975م الذي أصبح خلال خمس سنوات فقط المؤسسة الاستشارية الهندسية الأولى في المملكة. وبتاريخ 29/05/1973 بتشجيع من الملك خالد، وكلفه بالتصميم والإشراف على بعض المشاريع الخاصة. وفي عام 1977 بدأ العمل كاستشاري هندسي للملك خالد وللأمير فهد بن عبد العزيز، بعد اختياره من قبل ولي العهد آنذاك ليكون المهندس الاستشاري للديوان الملكي، ليقوم بعدها مكتب الرشيد بالتصميم والإشراف على جميع القصور والمجمعات والدواوين الملكية ومراكز المؤتمرات وبعض المستشفيات والمدارس بصفته المهندس الاستشاري لخادم الحرمين الشريفين الملك فهد بن عبد العزيز، كما صمم وأشرف على بعض المشاريع التي ارتبط تخطيطها بالمليك شخصياً، وواصل ذلك مع خادم الحرمين الشريفين الملك عبد الله بن عبد العزيز بثقة منه. كما شارك بالتصميم والإشراف على إنشاء مجمع الدوائر الحكومية بمنطقة حائل عام 1982م والذي كان نواة لفكرة رائعة الهدف منها جمع مقار الوزارات الحكومية بموقع واحد ولا زال قائما حتى هذا اليوم حيث انه يحتوي على أكثر من 30 وزارة حكومية.

## حياته
تبلغ ثروة ناصر الرشيد بنحو 8 مليارات دولار وصنفته مجلة أربيان بيزنس على أنه 4 أغنى شخصية عربية 2009. وقام بشراء أكبر يخت في العالم عام 1990م حينها يسمى «الليدي مورا» والذي يبلغ طوله 344 قدماً ودفع حينها 200 مليون دولار ثمناً له. متزوج وله من الأبناء (فهد، رمزي، إبراهيم، سلمان، محمد، يوسف) ومن البنات ( موضي، نورة، سارة).

## تبرعاته
أنشأ على نفقته الخاصة:
1- مركز الملك فهد للأورام وسرطان الأطفال، ومشروع توسعته بتكلفة إجمالية بلغت حوالي (500.000.000 ريال) خمسمائة مليون ريال، ويعتبر هذا المركز الذي يعني بأبحاث وعلاج الأطفال المصابين بالسرطان المركز الثاني على مستوى العالم المتخصص بهذا المجال، وقد أضاف له توسعة جديدة، وعولج في المستشفى ما يزيد عن 8000 حالة سرطان أطفال. ويتبع المركز حاليا لمستشفى الملك فيصل التخصصي بالرياض.
2- إنشاء مركز الدكتور ناصر إبراهيم الرشيد لطب العيون بحائل بتكلفة بلغت (25.000.000) خمسة وعشرون مليون ريال.
3- بناء وتجهيز مركز محمد بن ناصر الرشيد لتحفيظ القرآن الكريم التابع لكلية المعلمين بحائل.
4- تبرع بكامل تكاليف إنشاء مركز الأمير سلمان للمعاقين بحائل بتكلفة (12.500.000) ريال، وأضاف تبرعات نقدية أخرى لمراكز المعوقين بمبلغ (12.500.000) ليصبح مجموعة التبرع لأعمال الإعاقة (25.000.000) ريال.
5- يقوم حالياً بإنشاء أحدث مركز للأيتام بحائل (مركز الدكتور ناصر بن إبراهيم الرشيد لرعاية الأيتام) بتكلفة تزيد على (90.000.000) تسعين مليون ريال، بخلاف تبرعه بوقف مخصص له تزيد تكلفته عن (30.000.000) ريال.
6- تكفل بإيصال الكهرباء والماء لبعض قرى حائل.
7- تبرع بإنشاء أحد المباني بجامعة الفيصل بالرياض التابعة لمؤسسة الملك فيصل الخيرية بمبلغ (40.000.000) أربعين مليون ريال.
8- تبرع بإنشاء أحد المباني بجامعة الأمير محمد بن فهد بن عبد العزيز بالدمام بمبلغ يزيد على مليوني ريال، وتبرع بمبلغ نقدي (3.000.000) ريال ليكون مجموع ما تبرع به (5.000.000) ريال.
9- إنشاء مركز غسيل الكلى في حائل بتكلفة تصل إلى (7.000.000) ريال تشمل تجهيز صالة وشراء أجهزة.
10- إنشاء مبنى التأهيل الوظيفي للنساء بمركز الأمير سلطان للتأهيل بالدمام.
11- تكفل بمشروع المائة مسجد؛ أكمل بناء أكثر من مائة مسجد في مدينة حائل والقرى التابعة لمنطقة حائل.
مشـاريع دعمها مالياً داخلياً:
1- دعم مشروع الإسكان الخيري لمؤسسة الملك عبد الله لوالديه بالرياض.
2- دعم إنشاء مكتبة الملك فهد الوطنية بالرياض وذلك من خلال تقديم الدراسات والتصاميم مجاناً بالإضافة إلى الإشراف، وتبرع نقدي قدره مليون ريال.
3- دعم مشروع الإسكان الخيري للأمير سلمان بن عبد العزيز بالرياض.
4- قدم الدراسات والتصاميم مجاناً مع الإشراف لمركز الأمير سلمان الاجتماعي للمسنين بالرياض عام 1992م، مع تبرع نقدي قدره مليون ريال.
5- دعم مركز الأمير عبد المجيد بن عبد العزيز لغسيل الكلى بمبلغ (1.000.000) ريال.
6- دعم جمعية البر الخيرية وجمعية الأطفال المعاقين بالجوف عام 1995م.
7- دعم جمعية الأطفال المعوقين بجدة.
8- دعم مشروع الإسكان الخيري للأمير محمد بن فهد بن عبد العزيز في المنطقة الشرقية.
9- تبرع بمبلغ (10.000.000ريال) عشرة ملايين ريال لمركز الندى للرعاية الاجتماعية والذي شيد على نفقة محمد عبد اللطيف جميل.
10- دعم حملة التوعية الأمنية والمرورية الأولى (2000م) والثانية (2001م) والثالثة (2002م).
11- دعم إنشاء المقر الدائم لمؤسسة الملك عبد العزيز ورجاله لرعاية الموهوبين بالرياض.
12- دعم مؤسسة الملك فيصل الخيرية ودعم بعض برامجها.
13- دعم ومساندة مشروع الجمعية الخيرية لمتلازمة داون (دسكا) بمبلغ (2.000.000) مليونَي ريال.
14- دعم مؤسسة الرعاية المنزلية الصحية بالرياض، دعم مستمر لمسكن الوفاء الصحي بالرياض.
15- دعم واحة الأمير سلمان للعلوم بالرياض بمبلغ (5.000.000 ريال) خمسة ملايين ريال.
16- دعم مشروع ابن باز الخيري لمساعدة الشباب على الزواج.
17- دعم جمعية البر الخيرية بالشرقية (مركز الأميرة جواهر لمشاعل الخير).
18- دعم الحملة الوطنية للتوعية والترشيد في استخدام المياه – وزارة الكهرباء والمياه.
19- دعم عـدد من الأندية الرياضية في منطقة حائل وغيرها من المدن مالياً وتجهيزياً.

خلاف دعمه المالي لعشرات المشروعات الخيرية، والحملات الوطنية لمختلف الجهات الحكومية خارجياً:
عربياً:
1- دعم مؤسسات خيرية في لبنان وسوريا.
2- دعم مركز الحسين لسرطان الأطفال في عمّان – الأردن.
3- دعم بيت القرآن بدولة البحرين عام1987م.
4- دعم مؤسسة رينيه معوض الإنسانية في لبنان.
5- دعم مركز سان جود لعلاج سرطان الأطفال في بيروت.
دولياً:
1- دعم أبحاث السرطان في الولايات المتحدة الأمريكية، وذلك عن طريق دعم مركز سان جود لعلاج سرطان الأطفال في ولاية تينيسي، الذي تعالج فيه إبنه فهد.
2- دعم جامعة ميامي ومركز معالجة السرطان في هيوستن (تكساس) وجامعة هارفارد وغيرها.
3- دعم مدرسة (لورنسفيل) التي تخرج منها جميع أولاده بمبلغ (4.500.000 دولار)، وإطلاق اسمه على أحد المباني الرئيسية.
4- دعم جهود محاربة المخدرات عالمياً.
5- دعم مراكز وجمعيات العناية بأبحاث القلب في الولايات المتحدة.
6- دعم مكتبة الرئيس بوش الأب، ومكتبة الرئيس كلينتون، ومؤسسة كلينتون الإنسانية.
7- دعم مجهودات عقيلة الرئيس بوش الابن للأعمال الإنسـانية.
8- دعم جهود الأبحاث في أمراض نقص المناعة.
9- دعم الأبحاث العلمية في جامعة تكساس، وقد أطلقت الجامعة اسم الدكتور ناصر على بعض المنشآت فيها، ومنها مركز ناصر الرشيد للتربية البدنية الرياضي الجامعة، وهو المركز الذي يرتاده الرئيس الأمريكي أثناء تواجده في مدينة أوستن، ويعتبر أحدث وأشهر مركز في الجامعات الأمريكية.
10- دعم مستشفى (PALMER INSTITUTE) لعلاج العيون في جامعة ميامي.
11- دعم مستشفى مايو كلينيك.
12- دعم مستشفى جامعة ستانفورد الذي أجرى نجله سلمان عملية بها.
13- دعم حملة مركز أندرسون لعلاج السرطان في مدينة هيوستن الذي رعاها الرئيس بوش الأب.
14- دعم المستشفى الذي أجرى إبنه إبراهيم عملية جراحية بها في ولاية فرجينيا بمدينة نورفولك (Norfolk).
15- دعم أبحاث مرض السكري في الولايات المتحدة.
16- دعم أبحاث (MS) لتآكل العضلات في الولايات المتحدة الأمريكية.
17- دعم النشاطات الدولية لعلاج السكر ونقص المناعة ومحاربة المخدرات وأمراض القلب وعلاج السرطان وغيرها من الأبحاث العلمية التي تخدم الإنسان.
18- فاقت مجمل تبرعاته داخل الولايات المتحدة الأمريكية أكثر من (30.000.000 دولار) ثلاثين مليون دولار.

## مؤلفاته
كما أن للرشيد ثلاث مؤلفات وجميعها باللغة الإنجليزية وهي:
- الملك فهد والمسيرة الحضارية. 
- السعودية وحرب الخليج.
- السعودية – كل ما تحتاج أن تعرفه عنها. 
- كم نال العديد من الأوسمة والجوائز الداخلية والعالمية.

## انظر ايضاً
- الهندسة

## وصلات خارجية
- موجز السيرة الذاتية للدكتور الرشيد.